# 政策金融機関
政策金融機関（せいさくきんゆうきかん）は、日本において、政府が経済発展、国民生活の安定などといった一定の政策を実現する目的で、特に法律を制定することにより特殊法人として設立し、出資金のうちの多く（または全額）を政府が出資している金融機関の総称である。政府系金融機関（せいふけいきんゆうきかん）と呼ばれることもある。
代表的な例として、国際協力銀行、日本政策投資銀行、商工組合中央金庫、日本政策金融公庫、住宅金融支援機構などがあげられる。
これらの多くは、民間金融機関が融資を行うことが困難な分野に対し、財政投融資制度を用いて民間の金融機関では困難な融資を行っているが、これには「民業圧迫」や「市場メカニズムを損なう恐れがある」などの批判もある。

## 政策金融改革
特殊法人改革、財政投融資改革、民業補完という流れの中で政策金融改革の議論が行われた。
- 2002年12月13日、経済財政諮問会議において、政策金融機関の統合集約化と貸出残高の対GDP比率の半減を目指すとされた。
- 2005年11月29日、経済財政諮問会議において、「政策金融改革の基本方針」が示された。
- 2006年6月27日、政策金融改革推進本部と行政改革推進本部において、「政策金融改革に係る制度設計」が決定された[1]。

住宅金融公庫については、2005年の通常国会において、2007年4月1日をもって新たに設立される独立行政法人住宅金融支援機構に業務を引き継ぐことが決定された。
2007年の通常国会においては、2008年10月1日をもって、国民生活金融公庫・中小企業金融公庫・農林漁業金融公庫は統合され、株式会社日本政策金融公庫となることを内容とする株式会社日本政策金融公庫法および関連法案が成立した。

## 特殊会社
- 株式会社日本政策投資銀行
- 株式会社日本政策金融公庫
- 株式会社国際協力銀行
- 株式会社商工組合中央金庫

## 特殊法人
- 沖縄振興開発金融公庫

## 独立行政法人
- 独立行政法人住宅金融支援機構
- 独立行政法人奄美群島振興開発基金
- 独立行政法人福祉医療機構

## かつて存在した機関
- 日本開発銀行
- 日本輸出入銀行
- 復興金融金庫
- 国民金融公庫
- 環境衛生金融公庫
- 国民生活金融公庫
- 中小企業金融公庫
- 中小企業信用保険公庫
- 農林漁業金融公庫
- 住宅金融公庫
- 公営企業金融公庫
- 北海道東北開発公庫
- 医療金融公庫